# Кірхгеллерзен
Кірхгеллерзен (нім. Kirchgellersen) — громада в Німеччині, розташована в землі Нижня Саксонія. Входить до складу району Люнебург. Складова частина об'єднання громад Геллерзен.
Площа — 19,99 км2. Населення становить 2602 ос. (станом на 31 грудня 2021).